# Józefat Janowski
Józefat Janowski (ur. 13 lutego 1862 w Tarnowie, zm. 16 czerwca 1921) – tytularny generał podporucznik lekarz Wojska Polskiego.

## Życiorys
Ukończył gimnazjum w Tarnowie i Wydział Lekarski Uniwersytetu Jagiellońskiego w Krakowie. 1 października 1889 został mianowany na stopień nadlekarza (niem. Oberarzt) i rozpoczął służbę w Szpitalu Garnizonowym Nr 23 w Zagrzebiu. W następnym roku został przeniesiony do Węgiersko-chorwackiego Pułku Piechoty Nr 53 w Zagrzebiu na stanowisko lekarza wojskowego. 1 maja 1893 został mianowany na stopień lekarza pułkowego 2. klasy (niem. Regimentsarzt 2. Klasse) i przeniesiony do Węgierskiego Pułku Piechoty Nr 76 w Sopronie. W 1896 został mianowany na stopień lekarza pułkowego 1. klasy (niem. Regimentsarzt 1. Klasse) i przeniesiony do Pułku Huzarów Nr 4 w Gyöngyös. 1 listopada 1907 został mianowany na stopień lekarza sztabowego (niem. Stabsarzt) i przeniesiony na stanowisko lekarza garnizonu Tuzla. Służbę na tym stanowisku pełnił w czasie mobilizacji sił zbrojnych Monarchii Austro-Węgierskiej, wprowadzonej w związku z wojną na Bałkanach (1912–1913) oraz podczas I wojny światowej (1914–1918). W tym okresie służby awansował na kolejne stopnie: 1 listopada 1913 – starszego lekarza sztabowego 2. klasy (niem. Oberstabsartzt 2. Klasse), a 1 maja 1917 – starszego lekarza sztabowego 1. klasy (niem. Oberstabsartzt 1. Klasse).
24 listopada 1918 został przyjęty do Wojska Polskiego i wyznaczony na stanowisko naczelnego lekarza załogi Nowego Sącza. 10 grudnia tego roku został szefem sanitarnym Dowództwa Okręgu Generalnego „Warszawa”, a następnie pełnił obowiązki inspektora sanitarnego przy Departamencie Sanitarnym Ministerstwa Spraw Wojskowych w Warszawie. Na tym stanowisku 29 maja 1920 został zatwierdzony z dniem 1 kwietnia 1920 w stopniu pułkownika, w Korpusie Lekarskim, w grupie oficerów byłej armii austriacko-węgierskiej. 11 czerwca 1920 Naczelny Wódz, na wniosek Ogólnej Komisji Weryfikacyjnej, przyznał mu tytuł generała podporucznika, w Korpusie Lekarskim. 1 czerwca 1921 objął obowiązki szefa sanitarnego w Dowództwie Okręgu Generalnego „Kielce”. Zmarł 16 czerwca 1921.

## Ordery i odznaczenia
- Signum Laudis Brązowy Medal Zasługi Wojskowej na czerwonej wstążce (Austro-Węgry)
- Krzyż za 25-letnią służbę wojskową dla oficerów (Austro-Węgry)
- Brązowy Medal Jubileuszowy Pamiątkowy dla Sił Zbrojnych i Żandarmerii (Austro-Węgry)
- Krzyż Jubileuszowy Wojskowy (Austro-Węgry)
- Krzyż Pamiątkowy Mobilizacji 1912–1913 (Austro-Węgry)[9]